# Karen Dianne Baldwin
Karen Dianne Baldwin (sinh ngày 6 tháng 9 năm 1963) là một nữ hoàng sắc đẹp của Canada. Bà từng đoạt danh hiệu Hoa hậu Hoàn vũ 1982.
Năm 1982, Bladwin đoạt danh hiệu Hoa hậu Canada và đại diện cho nước này tham dự cuộc thi Hoa hậu Hoàn vũ 1982 tại Lima, Peru. Bà đã trở thành người phụ nữ đầu tiên của đất nước Canada đoạt danh hiệu Hoa hậu Hoàn vũ. Sau đó, bà trở thành người dẫn chương trình The New You, một chương trình truyền hình về thời trang và phong cách sống của Canada.
Baldwin cũng là người dẫn chương trình của cuộc thi Hoa hậu Hoàn vũ 1989 tại Cancun, México.